# Maniok
Maniok (Manihot) je rod rostlin z čeledi pryšcovitých. Zahrnuje přibližně 100 druhů.

## Popis
Manioky jsou byliny, keře a stromy s květenstvím lata nebo hrozen. Jeho kořeny jsou jedlé.

## Zástupci
- Maniok jedlý
- Manihot glaziovi
- Manihot grahamii
- Manihot palmata